# Kukavičji čmrlj
Kukavičji čmrlj (znanstveno ime Bombus maxillosus) je vrsta čmrljev, ki je razširjena po Avstriji, Češki, Franciji, Madžarski, Italiji, Romuniji, Sloveški, Španiji, Švici, opazili pa so ga tudi v Sloveniji.